# Douglas Kennedy (attore)
Douglas Richards Kennedy (New York, 14 settembre 1915 – Honolulu, 10 agosto 1973) è stato un attore statunitense.
Ha recitato in oltre 110 film dal 1935 al 1968 ed è apparso in quasi 80 produzioni televisive dal 1952 al 1973. È stato accreditato anche con i nomi Keith Douglas, Douglas R. Kennedy e Doug Kennedy.

## Biografia
Douglas Kennedy nacque a New York il 14 settembre 1915. Frequentò la Deerfield Academy a Deerfield, Massachusetts, e si laureò presso l'Amherst College di Amherst, Massachusetts. Fece il suo debutto nel mondo del cinema nel 1935, dopo il quale interpretò un significativo numero di ruoli di supporto, sia per il cinema, per il quale fu inizialmente sotto contratto con la Paramount Pictures e con la Warner Brothers, che per la televisione, per la quale interpretò diversi personaggi regolari e molti personaggi secondari per episodi di serie televisive dagli anni 50 agli anni 70. Interpretò anche diversi film di fantascienza di serie B nel corso degli anni 50, tra cui Uomini coccodrillo e Gli invasori spaziali, e numerosi film western.
Per la televisione, interpretò, tra gli altri, il ruolo del marshal Steve Donovan in 39 episodi della serie televisiva Steve Donovan, Western Marshal dal 1955 al 1956, del sergente Fred Coombs in 4 episodi della serie Fred Coombs nel 1957, del colonnello Hillary in un episodio in due parti della serie Carovane verso il west nel 1958 (più un altro episodio con un altro ruolo), di Dale Jensen in un episodio in due parti della serie Lassie nel 1964 (più un altro episodio con un altro ruolo) e dello sceriffo Fred Madden in 20 episodi della serie La grande vallata dal 1967 al 1969 (più altri tre episodi con altri ruoli).
La sua ultima apparizione sul piccolo schermo avvenne nell'episodio Jury of One della serie televisiva Hawaii Squadra Cinque Zero, andato in onda il 13 marzo 1973, che lo vede nel ruolo di Turner Carr, mentre per il grande schermo l'ultima interpretazione risale al film di fantascienza The Destructors del 1968 in cui interpreta un generale.
Morì a Honolulu, in California, dove si trovava per le riprese di Hawaii Squadra Cinque Zero, il 10 agosto 1973 e fu seppellito al National Memorial Cemetery of the Pacific della capitale hawaiana.

## Filmografia

### Cinema
- La pattuglia dei senza paura ('G' Men), regia di William Keighley (1935)
- Women Without Names, regia di Robert Florey (1940)
- Opened by Mistake, regia di George Archainbaud (1940)
- The Way of All Flesh, regia di Louis King (1940)
- La donna e lo spettro (The Ghost Breakers), regia di George Marshall (1940)
- Those Were the Days!, regia di Theodore Reed (1940)
- Rhythm on the River, regia di Victor Schertzinger (1940)
- Arrivederci in Francia (Arise, My Love), regia di Mitchell Leisen (1940)
- Giubbe rosse (North West Mounted Police), regia di Cecil B. DeMille (1940)
- Love Thy Neighbor, regia di Mark Sandrich (1940)
- The Mad Doctor, regia di Tim Whelan (1941)
- The Great Mr. Nobody, regia di Benjamin Stoloff (1941)
- The Roundup, regia di Lesley Selander (1941)
- Here Comes Happiness, regia di Noel M. Smith (1941)
- Wings of Steel, regia di B. Reeves Eason – cortometraggio (1941)
- Strange Alibi, regia di D. Ross Lederman (1941)
- Con mia moglie è un'altra cosa (Affectionately Yours), regia di Lloyd Bacon (1941)
- The Nurse's Secret, regia di Noel M. Smith (1941)
- Sposa contro assegno (The Bride Came C.O.D.), regia di William Keighley (1941)
- Passaggio a Hong Kong (Passage from Hong Kong), regia di D. Ross Lederman (1941)
- Smarrimento (Nora Prentiss), regia di Vincent Sherman (1947)
- La valle del sole (Stallion Road), regia di James V. Kern e, non accreditato, Raoul Walsh (1947)
- Le donne erano sole (The Unfaithful), regia di Vincent Sherman (1947)
- Circus Horse, regia di Richard L. Bare – cortometraggio (1947)
- Anime in delirio (Possessed), regia di Curtis Bernhardt (1947)
- Disperato amore (Deep Valley), regia di Jean Negulesco (1947)
- Vita col padre (Life with Father), regia di Michael Curtiz (1947)
- La fuga (Dark Passage), regia di Delmer Daves (1947)
- Let's Sing a Song of the West, regia di Jack Scholl – cortometraggio (1947)
- L'alibi di Satana (The Unsuspected), regia di Michael Curtiz (1947)
- Età inquieta (That Hagen Girl), regia di Peter Godfrey (1947)
- Always Together, regia di Frederick De Cordova (1947)
- La voce della tortora (The Voice of the Turtle), regia di Irving Rapper (1947)
- April Showers, regia di James V. Kern (1948)
- La donna del traditore (To the Victor), regia di Delmer Daves (1948)
- Let's Sing a Stephen Foster Song, regia di Jack Scholl – cortometraggio (1948)
- Amore sotto coperta (Romance on the High Seas), regia di Michael Curtiz e Busby Berkeley (1948)
- The Big Punch, regia di Sherry Shourds (1948)
- Embraceable You, regia di Felix Jacoves (1948)
- Johnny Belinda, regia di Jean Negulesco (1948)
- Le avventure di Don Giovanni (Adventures of Don Juan), regia di Vincent Sherman (1948)
- The Decision of Christopher Blake, regia di Peter Godfrey (1948)
- Gong fatale (Whiplash), regia di Lewis Seiler (1948)
- Una domenica pomeriggio (One Sunday Afternoon), regia di Raoul Walsh (1948)
- La sposa rubata (John Loves Mary), regia di David Butler (1949)
- L'amante del gangster (Flaxy Martin), regia di Richard L. Bare (1949)
- Il ranch delle tre campane (South of St. Louis), regia di Ray Enright (1949)
- A Kiss in the Dark, regia di Delmer Daves (1949)
- Omicidio (Homicide), regia di Felix Jacoves (1949)
- Viale Flamingo (Flamingo Road), regia di Michael Curtiz (1949)
- La vita a passo di danza (Look for the Silver Lining), regia di David Butler (1949)
- One Last Fling, regia di Peter Godfrey (1949)
- La fonte meravigliosa (The Fountainhead), regia di King Vidor (1949)
- South of Rio, regia di Philip Ford (1949)
- L'amore non può attendere (It's a Great Feeling), regia di David Butler (1949)
- Aquile dal mare (Task Force), regia di Delmer Daves (1949)
- The House Across the Street, regia di Richard L. Bare (1949)
- Ranger of Cherokee Strip, regia di Philip Ford (1949)
- L'inafferrabile (Fighting Man of the Plains), regia di Edwin L. Marin (1949)
- I marciapiedi di New York (East Side, West Side), regia di Mervyn LeRoy (1949)
- Fuoco alle spalle (Backfire), regia di Vincent Sherman (1950)
- Più forte dell'odio (Montana), regia di Ray Enright e, non accreditato, Raoul Walsh (1950)
- Schiavi della paura (Barricade), regia di Peter Godfrey (1950)
- I milionari a New York (Ma and Pa Kettle Go to Town), regia di Charles Lamont (1950)
- The Next Voice You Hear..., regia di William A. Wellman (1950)
- Il ponte dei senza paura (The Cariboo Trail), regia di Edwin L. Marin (1950)
- Condannato! (Convicted), regia di Henry Levin (1950)
- Chain Gang, regia di Lew Landers (1950)
- Revenue Agent, regia di Lew Landers (1950)
- The Du Pont Story, regia di Wilhelm Thiele (1950)
- I lancieri del Dakota (Oh! Susanna), regia di Joseph Kane (1951)
- Artiglio insanguinato (The Lion Hunters), regia di Ford Beebe (1951)
- Ero una spia americana (I Was an American Spy), regia di Lesley Selander (1951)
- Il sergente Carver (The Texas Rangers), regia di Phil Karlson (1951)
- China Corsair, regia di Ray Nazarro (1951)
- Callaway Went Thataway, regia di Melvin Frank e Norman Panama (1951)
- Torce rosse (Indian Uprising), regia di Ray Nazarro (1952)
- For Men Only, regia di Paul Henreid (1952)
- Il passo di Forte Osage (Fort Osage), regia di Lesley Selander (1952)
- L'impero dei gangster (Hoodlum Empire), regia di Joseph Kane (1952)
- L'ultimo treno da Bombay (Last Train from Bombay), regia di Fred F. Sears (1952)
- La valle dei bruti (Ride the Man Down), regia di Joseph Kane (1952)
- Immersione rapida (Torpedo Alley), regia di Lew Landers (1952)
- I pascoli d'oro (San Antone), regia di Joseph Kane (1953)
- Straniero in patria (Jack McCall Desperado), regia di Sidney Salkow (1953)
- Gli invasori spaziali (Invaders from Mars), regia di William Cameron Menzies (1953)
- Safari Drums, regia di Ford Beebe (1953)
- Mani in alto! (Gun Belt), regia di Ray Nazarro (1953)
- Pantera rossa (War Paint), regia di Lesley Selander (1953)
- Mexican Manhunt, regia di Rex Bailey (1953)
- The All American, regia di Jesse Hibbs (1953)
- Il mare dei vascelli perduti (Sea of Lost Ships), regia di Joseph Kane (1953)
- I rinnegati del Wyoming (Wyoming Renegades), regia di Fred F. Sears (1954)
- Gli avvoltoi della strada ferrata (Rails Into Laramie), regia di Jesse Hibbs (1954)
- Una pistola che canta (The Lone Gun), regia di Ray Nazarro (1954)
- Agguato al grande canyon (Massacre Canyon), regia di Fred F. Sears (1954)
- Prigionieri del cielo (The High and the Mighty), regia di William A. Wellman (1954)
- The Big Chase, regia di Arthur Hilton e, non accreditato, Robert L. Lippert Jr. (1954)
- La strage del 7º Cavalleggeri (Sitting Bull), regia di Sidney Salkow (1954)
- Il terrore dei gangsters (Cry Vengeance), regia di Mark Stevens (1954)
- La straniera (Strange Lady in Town), regia di Mervyn LeRoy (1955)
- Bandiera di combattimento (The Eternal Sea), regia di John H. Auer (1955)
- Wiretapper, regia di Dick Ross (1955)
- L'ora del delitto (Strange Intruder), regia di Irving Rapper (1956)
- L'ultima carovana (The Last Wagon), regia di Delmer Daves (1956)
- L'ultimo dei banditi (Last of the Badmen), regia di Paul Landres (1957)
- I quattro cavalieri del terrore (Hell's Crossroads), regia di Franklin Adreon (1957)
- Prigionieri dell'Antartide (The Land Unknown), regia di Virgil W. Vogel (1957)
- Anonima omicidi (Chicago Confidential), regia di Sidney Salkow (1957)
- Rockabilly Baby, regia di William F. Claxton (1957)
- Femmina e mitra (The Bonnie Parker Story), regia di William Witney (1958)
- Il cavaliere azzurro della città dell'oro (The Lone Ranger and the Lost City of Gold), regia di Lesley Selander (1958)
- Domani m'impiccheranno (Good Day for a Hanging), regia di Nathan Juran (1959)
- L'uomo del Texas (Lone Texan), regia di Paul Landres (1959)
- Uomini coccodrillo (The Alligator People), regia di Roy Del Ruth (1959)
- The Amazing Transparent Man, regia di Edgar G. Ulmer (1960)
- Il tesoro segreto di Cleopatra (Flight of the Lost Balloon), regia di Nathan Juran (1961)
- The Fastest Guitar Alive, regia di Michael D. Moore (1967)
- The Destructors, regia di Francis D. Lyon (1968)

### Televisione
- Chevron Theatre – serie TV, 2 episodi (1952)
- The Ford Television Theatre – serie TV, un episodio (1952)
- Cavalcade of America – serie TV, 2 episodi (1953)
- Fireside Theatre – serie TV, 4 episodi (1951-1953)
- Hopalong Cassidy – serie TV, un episodio (1954)
- Mr. & Mrs. North – serie TV, un episodio (1954)
- The Pride of the Family – serie TV, un episodio (1954)
- Schlitz Playhouse of Stars – serie TV, 3 episodi (1953-1954)
- Letter to Loretta – serie TV, un episodio (1954)
- Stories of the Century – serie TV, un episodio (1954)
- Climax! – serie TV, episodio 1x07 (1954)
- The Public Defender – serie TV, un episodio (1955)
- The Adventures of Falcon – serie TV, 3 episodi (1954-1955)
- The Whistler – serie TV, 2 episodi (1955)
- The Man Behind the Badge – serie TV, un episodio (1955)
- Scienza e fantasia (Science Fiction Theatre) – serie TV, episodio 1x01 (1955)
- Il cavaliere solitario (The Lone Ranger) – serie TV, 6 episodi (1950-1955)
- The Star and the Story – serie TV, episodio 1x14 (1955)
- Annie Oakley – serie TV, 2 episodi (1955)
- TV Reader's Digest – serie TV, episodio 2x11 (1955)
- Assignment: Mexico – film TV (1956)
- Matinee Theatre – serie TV, 3 episodi (1955-1956)
- Dragnet – serie TV, 3 episodi (1955-1956)
- Steve Donovan, Western Marshal – serie TV, 39 episodi (1955-1956)
- Sneak Preview – serie TV, un episodio (1956)
- General Electric Summer Originals – serie TV, un episodio (1956)
- General Electric Theater – serie TV, 2 episodi (1956-1959)
- Cheyenne – serie TV, un episodio (1957)
- The Adventures of Jim Bowie – serie TV, un episodio (1957)
- Tales of Wells Fargo – serie TV, un episodio (1957)
- Navy Log – serie TV, episodi 1x28-3x02 (1956-1957)
- Code 3 – serie TV, 4 episodi (1957)
- Studio One – serie TV, un episodio (1958)
- State Trooper – serie TV, un episodio (1958)
- Tombstone Territory – serie TV, un episodio (1958)
- The Rough Riders – serie TV, episodio 1x02 (1958)
- Bronco – serie TV, episodio 1x04 (1958)
- Flight – serie TV, 2 episodi (1958)
- Ricercato vivo o morto (Wanted: Dead or Alive) – serie TV, episodio 1x11 (1958)
- Cimarron City – serie TV, episodio 1x07 (1958)
- Northwest Passage – serie TV, un episodio (1958)
- Jefferson Drum – serie TV, un episodio (1958)
- Rescue 8 – serie TV, episodio 1x15 (1958)
- Bat Masterson – serie TV, un episodio (1959)
- Alcoa Presents: One Step Beyond – serie TV, un episodio (1959)
- The Restless Gun – serie TV, episodi 2x16-2x32 (1959)
- The Lineup – serie TV, 2 episodi (1959)
- Carovane verso il west (Wagon Train) – serie TV, 3 episodi (1958-1959)
- Colt .45 – serie TV, un episodio (1959)
- Zorro – serie TV, 3 episodi (1959)
- Le leggendarie imprese di Wyatt Earp (The Life and Legend of Wyatt Earp) – serie TV, 2 episodi (1959)
- Maverick – serie TV, 2 episodi (1958-1959)
- Laramie – serie TV, un episodio (1959)
- Alfred Hitchcock presenta (Alfred Hitchcock Presents) – serie TV, 3 episodi (1956-1959)
- The Texan – serie TV, 2 episodi (1959-1960)
- Have Gun - Will Travel – serie TV, episodio 3x24 (1960)
- Lock-Up – serie TV, episodio 1x26 (1960)
- Avventure lungo il fiume (Riverboat) – serie TV, un episodio (1960)
- The Rifleman – serie TV, un episodio (1960)
- Pony Express – serie TV, episodi 1x04-1x18 (1960)
- Sugarfoot – serie TV, episodio 3x17 (1960)
- The Deputy – serie TV, un episodio (1960)
- Everglades – serie TV, episodi 1x11-1x16 (1961-1962)
- The Outer Limits – serie TV, un episodio (1965)
- Perry Mason – serie TV, 4 episodi (1957-1965)
- Gli uomini della prateria (Rawhide) – serie TV, 3 episodi (1959-1965)
- La leggenda di Jesse James (The Legend of Jesse James) – serie TV, un episodio (1965)
- Lassie – serie TV, 3 episodi (1964-1966)
- Gunsmoke – serie TV, 4 episodi (1960-1966)
- Iron Horse – serie TV, episodio 1x20 (1967)
- La valle del mistero (Valley of Mystery) – film TV (1967)
- Il virginiano (The Virginian) – serie TV, 2 episodi (1966-1967)
- Bonanza – serie TV, 5 episodi (1959-1968)
- Dragnet 1967 – serie TV, un episodio (1968)
- La grande vallata (The Big Valley) – serie TV, 23 episodi (1965-1969)
- Bracken's World – serie TV, un episodio (1969)
- Lo sceriffo del sud (Cade's County) – serie TV, un episodio (1971)
- O'Hara, U.S. Treasury – serie TV, un episodio (1972)
- Hawaii squadra cinque zero (Hawaii Five-O) – serie TV, 3 episodi (1973)

## Doppiatori italiani
- Giorgio Capecchi in La fuga, Condannato!, I lancieri del Dakota, I pascoli d'oro
- Mario Pisu in La strage del 7º Cavalleggeri, L'ultima carovana, Uomini coccodrillo
- Manlio Busoni in Anime in delirio, L'ora del delitto
- Bruno Persa in La valle dei bruti, Bandiera di combattimento
- Gianfranco Bellini in Sposa contro assegno
- Nino Pavese in Le avventure di Don Giovanni
- Giuseppe Rinaldi in L'impero dei gangster
- Renato Turi in Prigionieri del cielo
- Glauco Onorato in Immersione rapida!
- Michele Gammino in Zorro (ridoppiaggio)